# Trochalus pilula
Trochalus pilula är en skalbaggsart som beskrevs av Johann Christoph Friedrich Klug 1835. Trochalus pilula ingår i släktet Trochalus och familjen Melolonthidae. Inga underarter finns listade i Catalogue of Life.